# Hans Peter Nielsen (politiker)
 For alternative betydninger, se Hans Peter Nielsen. (Se også artikler, som begynder med Hans Peter Nielsen)
Hans Peter Nielsen (29. april 1852 på Langesminde i Vejstrup – 17. september 1928 i Vejstrup) var en dansk gårdejer og politiker.
H.P. Nielsen var søn af sognefoged og landstingsmedlem Niels Hansen og Karen Hansdatter. Hans farfar var gårdejer Hans Christensen, Kohavegården, Vejstrup, der var medlem af Roskilde Stænderforsamling og af Den grundlovgivende Rigsforsamling, og hans fætter var Andreas Rosager. Faderen var grundtvigianer, hvorfor sønnen blev sat i en friskole, ledet af friskolelærer Rasmus Hansen, i Vejstrup, og i vinteren 1869-1870 var H.P. Nielsen elev på Vejstrup Højskole – netop det første år, Jens Lund virkede her. Midt i januar måtte Nielsen afbryde for at aftjene sin værnepligt som dragon ved 2. dragonregiment i Odense et år. Den næste vinter fortsatte han på Vejstrup Højskole og var senere på Gedved Højskole.
I 1878 giftede han mig med Gunhild Knudsen, datter af guldsmed Knudsen fra København, og han havde derefter i 7 år en bondegård i Vejstrup i forpagtning. I 1885 overtog han fædrendegården, Langesminde, i forpagtning og overtog den ved faderens død 1906.
Snart fulgte det ene politiske tillidshverv det næste. I december 1882 blev Nielsen valgt ind i Oure-Vejstrup Sogneråd, hvoraf han var medlem i 6 år, de sidste 3 år som formand. I 1892 blev han valgt ind i Svendborg Amtsråd som sin faders afløser.
I 1884 fik han sæde i udvalget for Svendborg-Nyborg Banen. Da jernbaneloven af 1894 blev vedtaget, og denne bane blev af de første som anlagtes, blev H.P. Nielsen af Amtsrådet valgt som bevillingshaver for baneanlægget. Han blev senere medlem af banens direktion og var fra 1903 direktionens formand. 1897 blev han medlem af direktionen for Det fynske kommunale Telefonselskab på opfordring fra konsul Frederik Hey i Odense, der mente, at den fynske telefon burde ejes af amts- og bykommunerne. Samme år efterfulgt han sin fader som bestyrelsesmedlem i Landbosparekassen for Fyn.
Af Finansministeriet blev H.P. Nielsen udpeget til skyldkredsformand i Sunds Herred. I 1884 blev Nielsen – som den eneste Venstremand – valgt ind i Svendborg Amts Landøkonomiske Selskab. Men på grund af de politiske spændinger i provisorietiden trådte han 3 år senere ud igen.
1. januar 1890 oprettede han sammen med andre Venstrefolk Folkebladet for Svendborg Amt. Bladet blev fortaler for den moderate Venstrepolitik, som havde Frede Bojsen som anfører.
i 1900 blev han ansat som branddirektør for Landbygningernes alm. Brandforsikring i Svendborg, hvilket han var indtil sin død i 1928. 28. august 1908 blev han Ridder af Dannebrog. Han er begravet på Vejstrup Valgmenighedskirkegård.